# Riverdale Park (Californie)
Pour les articles homonymes, voir Riverdale Park.
Riverdale Park est une census-designated place du comté de Stanislaus, dans l'État de Californie, aux États-Unis,. En 2020, elle compte une population de 1 053 habitants.